# Georg Peringer
Georg Peringer (* in Winzheim, damals Herzogtum Franken, heute Bayern) war Steinmetzmeister, Bildhauer der Renaissance und ab 1600 Dombaumeister der Stephanskirche zu Wien.
Georg Peringer war der erste Fahnenschwinger auf der Spitze des Turmes von St. Stephan im 17. Jahrhundert.

## Leben
Seine Geburtsstadt Winzheim war seit 1248 freie Reichsstadt. 1420 ist Frantz Peringer als „tummeister“ beim Dom zu Eichstätt dokumentiert. Eine Verwandtschaft mit Georg ist daher sehr wahrscheinlich.
Die Reichsstadt Winzheim zählte 1529 zu den Vertretern der protestantischen Minderheit bei der Protestation zu Speyer und sprach sich gegen die Verhängung der Reichsacht gegen Martin Luther aus. Belegt ist 1596/97 die Verbrennung von 25 Frauen als Hexen.
Im Jahre 1592 erhielt ein Hans Peringer das Bürgerrecht in Wien.
Im Kärntnerviertel fanden wir im Mülchgässl (heute Wien 1, Milchgasse) Georg Peringer als Mieter. Er war in den Steueranschlägen von 1600 bis 1604 und von 1607 bis 1609 eingetragen. 1604 erlegte er die Erwerbssteuer „Auf dem Anger“, 1607–1609 war er Baumeister der „Civitas Stainhuetten“. Trotz seiner Stellung als Baumeister ist er als armer Meister einzureihen.

## Dombaumeister von St. Stephan in Wien
Peringer von Winzheim, war Baumeister bei St. Stephan als man zählt anno 1600.
Testamentszeuge für Catharina Puchhauserin, Gemahlin des Steinmetzmeisters Balthasar Puchhauser. Sie verfasste ihr Testament am 3. Oktober 1600. Einer ihrer Zeugen war Georg Peringer, stainmez und paumeister bey St. Steffanus. Die Besonderheit daran war, Catharina bekannte sich als Protestantin, und doch trat der Dombaumeister von St. Stephan als Zeuge auf. Die Veröffentlichung des Testamentes erfolgte am 21. Oktober 1600.

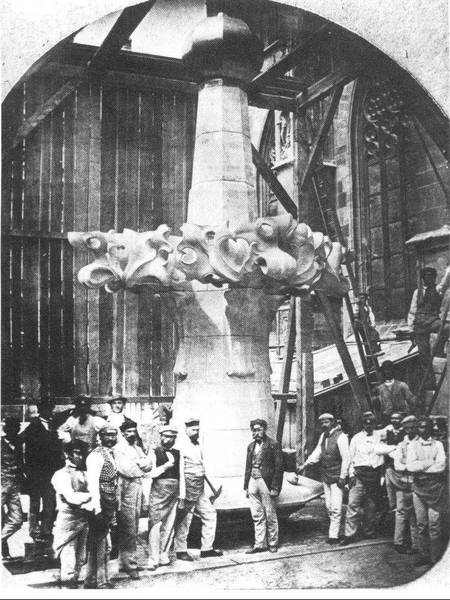
Turmspitze 1863/64 mit den Steinmetzen

Oberkammeramtsrechnungen 1608: Georg Peringer, Bürger und Steinmetz, als welcher sich auf St. Stephans Turm, oben beim Knopff mit ainem Fahnen sehen und gebrauchen lassen, vermög seines berathschlagten supplicieren ain pecher per .. 20 fl. Der Dombaumeister wurde seit dem 14. Jahrhundert von der Stadt Wien bezahlt. Peringer erhielt einen Pokal im Werte von 20 fl. 
Der Grund des Fahnenschwingens am 25. Juni 1608 war der Vertrag von Lieben. Erzherzog Matthias rang seinem älteren Bruder, dem Kaiser des Heiligen Römischen Reiches Rudolf II. die Krone von Ungarn und die Herrschaft über Österreich ab. Die Kraft hinter Matthias war Melchior Khlesl, Bischof von Wien, seit 1599 sein Kanzler und ein wesentlicher Förderer der Gegenreformation. 
Oberkammeramtsrechnungen 1615: Eintragung vom 19. Dezember 1615 .. Georg Peringer, bürger und paumaister bei sand Steffans tumbkirchen alhie, erhält, umb dass er sich bei den kirchengeben viele jar nützlich gebrauchen lassen,  .. zu ainer ergözlichkeit und verehrung .. 32 fl. Peringer bekam für viele Jahre seiner Amtszeit 32 fl überreicht.
Testamentszeuge für Helene Danner, des Caspar Danners, Bürger und Steinmetz hier zu Wien, eheliche Hausfrau, am 6. Juni 1616. Danach sind keine weiteren Daten bekannt.